# Gianfranco Dell'Innocenti
Gianfranco Dell'Innocenti (né le 16 novembre 1925 à Viareggio et mort le  20 septembre 2012 dans sa ville natale), est un footballeur italien.

## Biographie
Il est le grand-père de Fabio Ponsi, footballeur professionnel formé à l'ACF Fiorentina.